# Illa de Berkner
L'illa de Berkner, també coneguda com a illa de Hubley, és, amb els seus 43.873,1 km², la segona illa més gran de l'Antàrtida després de l'illa d'Alexandre I.
Està situada a 79° 30′ S i 47° 30′ O, al fons de la gran badia que constitueix la mar de Weddell, i està completament voltada per la banquisa i recoberta de neu i glaç. Per tant, els seus contorns precisos només es coneixen a través d'imatges de satèl·lit radar. És l'illa més meridional del món, títol que de vegades es dona erròniament a l'illa de Ross. Al contrari d'aquesta, però, Berkner no és accessible per mar; de fet, el punt més septentrional de l'illa es troba a 17 km de mar obert.
Fa 320 km de llarg per 135 km d'ample. És una illa muntanyosa que culmina a 975 m d'altitud, al Thyssenhöhe. Es troba separada del continent antàrtic per la barrera de gel de Filchner, d'un centenar de quilòmetres d'amplària. Se situa damunt el paral·lel 80 i el seu punt més meridional és tan sols a uns 1.000 km del pol sud, per la qual cosa és un lloc de partida de nombroses missions antàrtiques.
L'illa de Berkner fou descoberta per l'equip nord-americà de l'estació Ellsworth sota la direcció del capità Finn Ronne, de la reserva de l'Armada dels Estats Units, en ocasió de l'any internacional de la geofísica, durant la temporada 1957-1958. L'illa fou anomenada així pel Comitè Consultor Nord-americà sobre els Noms Antàrtics (United States Advisory Committee on Antarctic Names) o US-ACAN, en honor del físic nord-americà Lloyd Berkner, enginyer de l'expedició antàrtica de Richard Evelyn Byrd de 1928-1930.